# Teorema dos resíduos
Em análise complexa, o teorema dos resíduos é um método de cálculo de integrais de funções analíticas ao longo de caminhos fechados simples que generaliza a fórmula de Cauchy.

## Enunciado
Seja {\displaystyle U} um aberto simplesmente conexo de {\displaystyle \mathbb {C} } (tal como, por exemplo, um disco aberto ou todo o plano complexo), seja {\displaystyle \{a_{1},a_{2},\cdots ,a_{n}\}} uma parte finita de {\displaystyle U}, seja {\displaystyle f} uma função analítica de {\displaystyle U-\{a_{1},a_{2},\cdots ,a_{n}\}} em {\displaystyle \mathbb {C} } e seja {\displaystyle \gamma } um lacete com valores em {\displaystyle U}. Então o teorema dos resíduos afirma que
{\displaystyle {\frac {1}{2\pi i}}\int _{\gamma }f(z)\,dz=\sum _{k=1}^{n}\operatorname {ind} (a_{k},\gamma )\operatorname {res} (a_{k},f)}
onde
- {\displaystyle {\text{ind}}(a_{k},\gamma )} é o índice de {\displaystyle \gamma } relativamente a {\displaystyle a_{k}};
- {\displaystyle {\text{res}}(a_{k},f)}é o resíduo da função {\displaystyle f} em {\displaystyle a_{k}}.

## Exemplos
- Considere-se a função {\displaystyle f} de {\displaystyle \mathbb {C} -\{0\}} em C definida por {\displaystyle f(z):=1/z} e o lacete {\displaystyle \gamma } de [0,2π] em {\displaystyle \mathbb {C} } definido por {\displaystyle \gamma (t)=\cos(t)+{\text{i}}\sin(t)=e^{{\text{i}}t}}. Um cálculo direto revela que

{\displaystyle \int _{\gamma }f(z)\,dz=\int _{0}^{2\pi }{\frac {\gamma '(t)}{\gamma (t)}}\,dt=2\pi i,}
o que é coerente com o que diz o teorema dos resíduos, pois este afirma que (tomando {\displaystyle U=\mathbb {C} })
{\displaystyle {\frac {1}{2\pi i}}\int _{\gamma }f(z)\,dz=\operatorname {ind} (0,\gamma )\operatorname {res} (0,f)=1\times 1=1.}
- Considere-se a função {\displaystyle f} de {\displaystyle \mathbb {C} -\{\pm 1\}} em {\displaystyle \mathbb {C} } definida por {\displaystyle f(z):={\cfrac {z}{z^{2}-1}}}e o lacete {\displaystyle \gamma } de {\displaystyle [0,2\pi ]} em {\displaystyle \mathbb {C} } definido por {\displaystyle \gamma (t)=2\cos(t)+{\text{i}}\sin(t)}. Então, pelo teorema dos resíduos,

{\displaystyle {\begin{aligned}\int _{\gamma }f(z)\,dz&=2\pi i\left(\operatorname {ind} (1,\gamma )\operatorname {res} (1,f)+\operatorname {ind} (-1,\gamma )\operatorname {res} (-1,f)\right)\\&=2\pi i\left(1\times {\frac {1}{2}}+1\times {\frac {1}{2}}\right)\\&=2\pi i.\end{aligned}}}

## Relação com a fórmula integral de Cauchy
Seja {\displaystyle f} uma função analítica cujo domínio contenha algum disco fechado {\displaystyle {\big \{}z\in \mathbb {C} :|z-w|\leq r{\big \}}}, para algum {\displaystyle w\in \mathbb {C} } e para algum {\displaystyle r>0}. Se se definir o lacete {\displaystyle \gamma } de {\displaystyle [0,2\pi ]} em {\displaystyle \mathbb {C} } por {\displaystyle \gamma (t)=w+r\cdot e^{{\text{i}}t}}, então faz sentido, para cada {\displaystyle a\in \mathbb {C} } tal que {\displaystyle |a-w|<r}, considerar o integral de {\displaystyle {\cfrac {f(z)}{z-a}}}ao longo de {\displaystyle \gamma } e a fórmula de Cauchy diz que
{\displaystyle {\frac {1}{2\pi i}}\int _{\gamma }{\frac {f(z)}{z-a}}\,dz=f(a).}
Mas, visto que {\displaystyle {\text{ind}}(a,\gamma )=1} e que
{\displaystyle \operatorname {res} \left(a,{\frac {f(z)}{z-a}}\right)=f(a)}
isto não é mais do que um caso particular do teorema dos resíduos.